# Фуниково-Горская волость
Фуниково-Горская волость — волость составе Покровского уезда Владимирской губернии. Административный центр — деревня Телешово.

## История
В середине XII — начале XIII веков территория принадлежала Ростово-Суздальскому княжеству.

## Населённые пункты
По данным на 1905 год из книги Список населённых мест Владимирской губернии в Фуниково-Горскую волость входили следующие населённые места:
- Абросово
- Акасниково
- Анцифорово (позднее — Анциферово)
- Архангельский посёлок (15 жителей, 4 двора; ранее обозначен как Архангельский погост[4])
- Ваулово (сельцо; при нём фабрика Саввы Морозова)
- Воскресенск (сельцо; при нём лесная сторожка Баранова; в настоящее время называется «Воскресенское»)
- Игнатово
- Ирошниково (село; при нём фабрика Софронова и сторожка Корнилова)
- Кикино (при деревне лесные сторожки Симанина и Титушкина)
- Коленово
- Конышево
- Мячково (при деревне лесная сторожка Шикаразина)
- Новинки
- Ново-Ефимьево (при деревне лесная сторожка Собашникова; в настоящее время деревня Ефимцево)
- Офушино (при деревне мельница местного общества)
- Покров пеньки
- Русаново (при деревне лесная сторожка Зимина)
- Скрябино Верхнее
- Скрябино Нижнее (при деревне лесная сторожка Перандт и Голубкова)
- Степаново
- Сухарево
- Терихово
- Тилешово (при деревне фабрика Софонова и лесная сторожка Корнилова)
- Федяево
- Фетиново (село; при нём усадьба Баранова)
- Фуникова Гора
- Хмелево (при деревне монастырь общины Всех Скорбящих Радостей)
- Шишкино

## Волостное правление
По данным на 1900 год: волостной старшина — Матвей Андреевич Миронов, писарь — Пётр Степанович Названов.
По данным на 1910 год: волостной старшина — Константин Титов, писарь — Иван Кукушкин.

## Население
В 1890 году Фуниково-Горская волость Покровского уезда включает 7902 десятин крестьянской земли, 26 селений, 882 крестьянских дворов (28 не крестьянских), 4759 душ обоего пола.

## Промыслы
По данным на 1895 год жители волости занимались отхожими промыслами (плотники в Москве, сезонные фабричные рабочие, валяльщики сапог) и местными промыслами (производство колёс).

### Колёсный промысел
Колёсный промысел в Покровском уезде существовал главным образом в деревне Хмелево, Фуниково-Горской волости. Промыслу «не одна сотня лѣтъ» — по словам местных крестьян. Заработок 50—60 копеек в день на одного человека. В день один мастер мог сделать 2 полных колеса. Цена 4 колес: 5—7 рублей в зависимости от времени года и спроса. С начала XX века происходит уменьшение производства. В 1881 году им было занято 88 человек, в 1908 году — 65. Расширение железнодорожных путей сообщения — прямая причина упадка промысла.

### Валяние сапог
В 1908 году валяльциков сапог в Покровском уезде до 193 человек и почти все они (184) из Фуниково-Горской волости; преимущественно из трёх её населённых пунктов: Воскресенское (92), Конышево (62) и Игнатово (15). Большая половина валялыциков расходились далеко по соседним губерниям, преимущественно в Егорьевский уезд, Рязанскую губернию, Воронежскую губернию, Тамбовскую и др. По своим деревням работала ничтожная часть — 12 человек. Уходили на промысел с 1 сентября и работали до декабря. Ходили по 2-3 человека вместе из деревни в деревню; носили с собою инструменты: колодки, клинья, задушки, передушки, решотку, лучёк, валёк, железную скалку, полотно, струны. Некоторые возили с собой на лошади шерстобитную машинку, что значительно ускоряло очистку и перебивку шерсти. За 3—4-месячный рабочий сезон валялыцик заработал около 30 рублей чистой прибыли.

### Сбор на полях диких камней
В начале XX века осенью собирали на полях мелкие камни и складывали их в кучи у края дороги, зимой крестьяне продавали их на ближайших железнодорожных станциях. Сбором камней занимались в северных волостях уезда: Дубковской, Жаровской, Жердевской, Коробовщинской, Овчиннинской, Фуниково-Горской. Камень продавали по 13—18 рублей за кубический сажень.